# ميكايلا فاسكيز
ميكايلا فاسكيز (بالإسبانية: Micaela Vázquez)‏ هي مغنية وعارضة وممثلة أرجنتينية، ولدت في 24 نوفمبر 1986 ببوينس آيرس في الأرجنتين.

## وصلات خارجية
- ميكايلا فاسكيز على موقع IMDb (الإنجليزية)
- ميكايلا فاسكيز على موقع قاعدة بيانات الأفلام السويدية (السويدية)
- ميكايلا فاسكيز على موقع قاعدة بيانات الفيلم (الإنجليزية)